# Danmark i olympiska sommarspelen 2008
Danmark sände ett lag till OS 2008, med 84 idrottare i 16 sporter. Joachim B. Olsen bar den danska fanan på öppningsceremonin.

## Trupp

### Badminton (10 st)
- Huvudartikel: Badminton vid olympiska sommarspelen 2008
- Herrar

| Namn                                 | Gren   | 32-delsfinal | 16-delsfinal                  | 8-delsfinal                          | Kvartsfinal                                    | Semifinal                                 | Final                                        | Final            |
| Namn                                 | Gren   | Resultat     | Resultat                      | Resultat                             | Resultat                                       | Resultat                                  | Resultat                                     | Plats            |
| ------------------------------------ | ------ | ------------ | ----------------------------- | ------------------------------------ | ---------------------------------------------- | ----------------------------------------- | -------------------------------------------- | ---------------- |
| (8) Peter Gade                       | Singel |              | Lasmari (ALG) W 21-6 21-4     | Sato (JPN) W 19-21 22-20 21-15       | (1) Lin (CHN) L 13-21 16-21                    | Gick inte vidare                          | Gick inte vidare                             | Gick inte vidare |
| (5) Kenneth Jonassen                 | Singel |              | Lee (KOR) L 21-15 14-21 19-21 | Gick inte vidare                     | Gick inte vidare                               | Gick inte vidare                          | Gick inte vidare                             | Gick inte vidare |
| Jens Eriksen Martin Lundgaard Hansen | Dubbel |              |                               | (2) Cai och Fu (CHN) L 12-21 11-21   | Gick inte vidare                               | Gick inte vidare                          | Gick inte vidare                             | Gick inte vidare |
| Lars Paaske Jonas Rasmussen          | Dubbel |              |                               | (3) Jung och Lee (KOR) W 21-16 21-19 | Logosz och Mateusiak (POL) W 17-21 21-11 21-15 | (1) Kido och Setiawan (INA) L 19-21 17-21 | Jae-jin och Ji-man (KOR) L 21-13 18-21 17-21 | 4                |

- Damer

| Namn                                       | Gren   | 32-delsfinal | 16-delsfinal                       | 8-delsfinal                                | Kvartsfinal      | Semifinal        | Final            | Final            |
| Namn                                       | Gren   | Resultat     | Resultat                           | Resultat                                   | Resultat         | Resultat         | Resultat         | Plats            |
| ------------------------------------------ | ------ | ------------ | ---------------------------------- | ------------------------------------------ | ---------------- | ---------------- | ---------------- | ---------------- |
| Tine Rasmussen                             | Singel |              | (6) Stapušaitytė (LTU) W 21-6 21-8 | Yulianti (INA) L 21-18 19-21 14-21         | Gick inte vidare | Gick inte vidare | Gick inte vidare | Gick inte vidare |
| Lena Frier Kristiansen Kamilla Rytter Juhl | Dubbel |              |                                    | Ogura och Shiota (JPN) L 21-18 14-21 18-21 | Gick inte vidare | Gick inte vidare | Gick inte vidare | Gick inte vidare |

- Mixed

| Namn                                | Gren  | 32-delsfinal | 16-delsfinal | 8-delsfinal                        | Kvartsfinal                                       | Semifinal        | Final            | Final            |
| Namn                                | Gren  | Resultat     | Resultat     | Resultat                           | Resultat                                          | Resultat         | Resultat         | Plats            |
| ----------------------------------- | ----- | ------------ | ------------ | ---------------------------------- | ------------------------------------------------- | ---------------- | ---------------- | ---------------- |
| Thomas Laybourn Kamilla Rytter Juhl | Mixed |              |              | Saputra och Li (SIN) W 21-12 21-14 | (3) Limpele och Marissa (INA) L 17-21 21-15 17-21 | Gick inte vidare | Gick inte vidare | Gick inte vidare |

### Bordtennis (1 st)
- Singel, herrar

| Idrottare         | Gren   | Grundomgång          | Omgång 1             | Omgång 2             | Omgång 3                                          | Omgång 4             | Kvartsfinal          | Semifinal            | Final                |
| Idrottare         | Gren   | Motståndare Resultat | Motståndare Resultat | Motståndare Resultat | Motståndare Resultat                              | Motståndare Resultat | Motståndare Resultat | Motståndare Resultat | Motståndare Resultat |
| ----------------- | ------ | -------------------- | -------------------- | -------------------- | ------------------------------------------------- | -------------------- | -------------------- | -------------------- | -------------------- |
| (16) Michael Maze | Singel | Bye                  | Bye                  | Bye                  | Primorac (CRO) L 11-8 9-11 12-10 10-12 11-7 13-11 | Gick inte vidare     | Gick inte vidare     | Gick inte vidare     | Gick inte vidare     |

### Brottning (2 st)
Herrar
| Idrottare     | Klass                            | Kvalomgång                  | Åttondelsfinal       | Kvartsfinal          | Semifinal            | Bronsomgång Runda 1  | Bronsomgång Runda 2  | Final                |
| Idrottare     | Klass                            | Motståndare Resultat        | Motståndare Resultat | Motståndare Resultat | Motståndare Resultat | Motståndare Resultat | Motståndare Resultat | Motståndare Resultat |
| ------------- | -------------------------------- | --------------------------- | -------------------- | -------------------- | -------------------- | -------------------- | -------------------- | -------------------- |
| Anders Nyblom | Grekisk-romersk stil, bantamvikt | Bye                         | Park (KOR) L 1-3 0-5 | Gick inte vidare     | Gick inte vidare     | Gick inte vidare     | Gick inte vidare     | Gick inte vidare     |
| Mark Madsen   | Grekisk-romersk stil, weltervikt | Samurgashev (RUS) L 0-4 1-3 | Gick inte vidare     | Gick inte vidare     | Gick inte vidare     | Gick inte vidare     | Gick inte vidare     | Gick inte vidare     |

### Bågskytte (2 st)
- Huvudartikel: Bågskytte vid olympiska sommarspelen 2008

- Herrar

| Namn       | Gren         | Rankingrunda | Rankingrunda | 32-delsfinal             | 16-delsfinal     | 8-delsfinal      | Kvartsfinal      | Semifinal        | Final            | Final            |
| Namn       | Gren         | Poäng        | Seed         | Resultat                 | Resultat         | Resultat         | Resultat         | Resultat         | Resultat         | Plats            |
| ---------- | ------------ | ------------ | ------------ | ------------------------ | ---------------- | ---------------- | ---------------- | ---------------- | ---------------- | ---------------- |
| Niels Dall | Individuellt | 634          | 53           | M Galiazzo(ITA) L 114-97 | Gick inte vidare | Gick inte vidare | Gick inte vidare | Gick inte vidare | Gick inte vidare | Gick inte vidare |

- Damer

| Namn                       | Gren         | Rankingrunda | Rankingrunda | 32-delsfinal                | 16-delsfinal     | 8-delsfinal      | Kvartsfinal      | Semifinal        | Final            | Final            |
| Namn                       | Gren         | Poäng        | Seed         | Resultat                    | Resultat         | Resultat         | Resultat         | Resultat         | Resultat         | Plats            |
| -------------------------- | ------------ | ------------ | ------------ | --------------------------- | ---------------- | ---------------- | ---------------- | ---------------- | ---------------- | ---------------- |
| Louise Klingenberg Laursen | Individuellt | 605          | 52           | M Cwienczek (POL) L 100-113 | Gick inte vidare | Gick inte vidare | Gick inte vidare | Gick inte vidare | Gick inte vidare | Gick inte vidare |

### Cykling (14 st)

#### BMX
Herrar
| Cyklist           | Gren | Seedning | Seedning | Seedning | Kvartsfinal | Kvartsfinal | Kvartsfinal | Kvartsfinal | Kvartsfinal | Kvartsfinal | Kvartsfinal | Kvartsfinal | Semifinal        | Semifinal        | Semifinal        | Semifinal        | Semifinal        | Semifinal        | Semifinal        | Semifinal        | Final            | Final            |
| Cyklist           | Gren | Omgång 1 | Omgång 2 | Seed     | Omgång 1    | Omgång 1    | Omgång 2    | Omgång 2    | Omgång 3    | Omgång 3    | Totalt      | Totalt      | Omgång 1         | Omgång 1         | Omgång 2         | Omgång 2         | Omgång 3         | Omgång 3         | Totalt           | Totalt           | Final            | Final            |
| Cyklist           | Gren | Tid      | Tid      | Seed     | Tid         | Placering   | Tid         | Placering   | Tid         | Placering   | Poäng       | Placering   | Tid              | Placering        | Tid              | Placering        | Tid              | Placering        | Poäng            | Placering        | Tid              | Placering        |
| ----------------- | ---- | -------- | -------- | -------- | ----------- | ----------- | ----------- | ----------- | ----------- | ----------- | ----------- | ----------- | ---------------- | ---------------- | ---------------- | ---------------- | ---------------- | ---------------- | ---------------- | ---------------- | ---------------- | ---------------- |
| Henrik Baltzersen | BMX  | 37.671   | 37.635   | 29       | 38.561      | 8           | 39.083      | 5           | 38.846      | 3           | 16          | 5           | Gick inte vidare | Gick inte vidare | Gick inte vidare | Gick inte vidare | Gick inte vidare | Gick inte vidare | Gick inte vidare | Gick inte vidare | Gick inte vidare | Gick inte vidare |

Damer
| Cyklist         | Gren | Seedning | Seedning | Seedning | Semifinaler | Semifinaler | Semifinaler | Semifinaler | Semifinaler | Semifinaler | Semifinaler | Semifinaler | Final            | Final            |
| Cyklist         | Gren | Omgång 1 | Omgång 2 | Seed     | Omgång 1    | Omgång 1    | Omgång 2    | Omgång 2    | Omgång 3    | Omgång 3    | Totalt      | Totalt      | Final            | Final            |
| Cyklist         | Gren | Tid      | Tid      | Seed     | Tid         | Placering   | Tid         | Placering   | Tid         | Placering   | Poäng       | Placering   | Tid              | Placering        |
| --------------- | ---- | -------- | -------- | -------- | ----------- | ----------- | ----------- | ----------- | ----------- | ----------- | ----------- | ----------- | ---------------- | ---------------- |
| Amanda Sørensen | BMX  | 39.183   | 38.719   | 12       | DNF         | 8           | 47.469      | 8           | 39.474      | 4           | 20          | 8           | Gick inte vidare | Gick inte vidare |

#### Mountainbike
- Klaus Nielsen, mountainbike, herrar. (Reserv för Peter Riis Andersen, OS starten kräver att han får en dispens från UCI och IOC.)

- OBS! Peter Riis Andersen, mountainbike, herrar. (Kom inte till start; testat positiv för EPO före OS i Beijing)

Herrar
| Cyklist        | Gren         | Tid     | Placering |
| -------------- | ------------ | ------- | --------- |
| Jakob Fuglsang | Mountainbike | 2:06:41 | 25        |
| Klaus Nielsen  | Mountainbike |         |           |
| 31             |              |         |           |

#### Landsväg
Herrar
| Cyklist              | Gren      | Tid                   | Placering |
| -------------------- | --------- | --------------------- | --------- |
| Chris Anker Sørensen | Linjelopp | 6:24:11 (+0:22)       | 12        |
| Chris Anker Sørensen | Tempolopp | 1:05:55.42 (+3:43.99) | 19        |
| Nicki Sørensen       | Linjelopp | 6:26:17 (+2:28)       | 25        |
| Brian Bach Vandborg  | Linjelopp | DNF                   | DNF       |
| Brian Bach Vandborg  | Tempolopp | 1:08:10.20 (+5:58.77) | 33        |

Damer
| Cyklist                 | Gren      | Tid                 | Placering |
| ----------------------- | --------- | ------------------- | --------- |
| Linda Melanie Villumsen | Linjelopp | 3:32:33 (+0:09)     | 5         |
| Linda Melanie Villumsen | Tempolopp | 36:50.62 (+1:58.90) | 13        |

#### Bana
Förföljelse
| Cyklist                                                                   | Gren                     | Kvalomgång | Kvalomgång | 1:a omgången                            | 1:a omgången | Final                                                       | Final     |
| Cyklist                                                                   | Gren                     | Tid        | Placering  | Motståndarens tid                       | Placering    | Motståndarens tid                                           | Placering |
| ------------------------------------------------------------------------- | ------------------------ | ---------- | ---------- | --------------------------------------- | ------------ | ----------------------------------------------------------- | --------- |
| Michael Færk Christensen Casper Jørgensen Jens-Erik Madsen Alex Rasmussen | Herrarnas lagförföljelse | 4:02.191   | 4 Q        | France (FRA) W 3:56.831 (Frankrike DSQ) | 2 Q          | Great Britain (GBR) L 4:00.040 (Storbritannien 3:53.314 WR) |           |

Poänglopp
| Cyklist                       | Gren                | Poäng/varv | Placering |
| ----------------------------- | ------------------- | ---------- | --------- |
| Daniel Kreutzfeldt            | Herrarnas poänglopp | 29         | 6         |
| Trine Schmidt                 | Damernas poänglopp  | 0          | 18        |
| Michael Mørkøv Alex Rasmussen | Madison             | 14/-1      | 6         |

### Friidrott (3 st)
Förkortningar
- Noteringar – Placeringarna avser endast löparens eget heat
- Q = Kvalificerad till nästa omgång
- q = Kvalificerade sig till nästa omgång som den snabbaste idrottaren eller, i fältgrenarna, via placering utan att uppnå kvalgränsen.
- NR = Nationellt rekord
- N/A = Omgången ingick inte i grenen
- Bye = Idrottaren behövde inte delta i denna omgång

Herrar
Fältgrenar
| Idrottare     | Gren        | Kval    | Kval      | Final            | Final            |
| Idrottare     | Gren        | Distans | Placering | Distans          | Placering        |
| ------------- | ----------- | ------- | --------- | ---------------- | ---------------- |
| Morten Jensen | Längdhopp   | 7.63    | 31        | Gick inte vidare | Gick inte vidare |
| Joachim Olsen | Kulstötning | 19.74   | 22        | Gick inte vidare | Gick inte vidare |

Damer
Fältgrenar
| Idrottare          | Gren          | Kval  | Kval      | Final            | Final            |
| Idrottare          | Gren          | Längd | Placering | Längd            | Placering        |
| ------------------ | ------------- | ----- | --------- | ---------------- | ---------------- |
| Christina Scherwin | Spjutkastning | 53.95 | 44        | Gick inte vidare | Gick inte vidare |

### Gymnastik (1 st)
- Huvudartikel: Gymnastik vid olympiska sommarspelen 2008

Trampolin
| Gymnast      | Gren   | Kval  | Kval      | Final            | Final            |
| Gymnast      | Gren   | Poäng | Placering | Poäng            | Placering        |
| ------------ | ------ | ----- | --------- | ---------------- | ---------------- |
| Peter Jensen | Herrar | 69.20 | 10        | Gick inte vidare | Gick inte vidare |

### Handboll (14 st)
Herrlandslaget
Gruppspel
| Nr | Land     | SM | V | O | F | GM  | IM  | MS | Poäng |
| -- | -------- | -- | - | - | - | --- | --- | -- | ----- |
| 1  | Sydkorea | 5  | 3 | 0 | 2 | 122 | 129 | -7 | 6     |
| 2  | Danmark  | 5  | 2 | 2 | 1 | 137 | 131 | +6 | 5     |
| 3  | Island   | 5  | 2 | 2 | 1 | 151 | 146 | +5 | 6     |
| 4  | Ryssland | 5  | 2 | 1 | 2 | 136 | 131 | +5 | 5     |
| 5  | Tyskland | 5  | 2 | 1 | 2 | 126 | 130 | -4 | 6     |
| 6  | Egypten  | 5  | 0 | 2 | 3 | 127 | 132 | -5 | 2     |

Slutspel
|  | Kvartsfinal | Kvartsfinal | Kvartsfinal |           |           | Semifinal | Semifinal | Semifinal |            |            | Final      | Final      | Final |
|  |             |             |             |           |           |           |           |           |            |            |            |            |       |
|  | A2          | Polen       | 30          |           |           |           |           |           |            |            |            |            |       |
|  | B3          | Island      | 32          |           |           |           |           |           |            |            |            |            |       |
|  | B3          | Island      | 32          |           | B3        | Island    | 36        |           |            |            |            |            |       |
|  |             |             |             |           | B3        | Island    | 36        |           |            |            |            |            |       |
|  |             | A4          | Spanien     | 30        |           |           |           |           |            |            |            |            |       |
|  | B1          | A4          | Spanien     | 30        | Sydkorea  | 24        |           |           |            |            |            |            |       |
|  | B1          |             |             |           | Sydkorea  | 24        |           |           |            |            |            |            |       |
|  | A4          | Spanien     | 29          |           |           |           |           |           |            |            |            |            |       |
|  |             |             |             |           |           |           |           |           |            |            | B3         | Island     | 23    |
|  |             |             | A1          | Frankrike | 28        |           |           |           |            |            |            |            |       |
|  | B2          | Danmark     | 24          |           |           |           |           |           |            |            |            |            |       |
|  | A3          | Kroatien    | 26          |           |           |           |           |           |            |            |            |            |       |
|  | A3          | Kroatien    | 26          |           | A3        | Kroatien  | 23        |           | Bronsmatch | Bronsmatch | Bronsmatch | Bronsmatch |       |
|  |             |             |             |           | A3        | Kroatien  | 23        |           | Bronsmatch | Bronsmatch | Bronsmatch | Bronsmatch |       |
|  |             | A1          | Frankrike   | 25        |           |           |           |           |            |            |            |            |       |
|  | A1          | A1          | Frankrike   | 25        | Frankrike | 27        |           | A4        | Spanien    | 35         |            |            |       |
|  | A1          |             |             |           | Frankrike | 27        |           | A4        | Spanien    | 35         |            |            |       |
|  | B4          | Ryssland    | 24          |           |           |           |           |           |            |            | A3         | Kroatien   | 29    |

### Kanotsport (4 st)
Sprint
| Kanotist                              | Gren                 | Heat     | Heat      | Semifinal | Semifinal | Final            | Final            |
| Kanotist                              | Gren                 | Tid      | Placering | Tid       | Placering | Tid              | Placering        |
| ------------------------------------- | -------------------- | -------- | --------- | --------- | --------- | ---------------- | ---------------- |
| Kasper Bleibach                       | Herrarnas K-1 500 m  | 1:42.529 | 5 QS      | 1:45.418  | 6         | Gick inte vidare | Gick inte vidare |
| Kim Wraae Knudsen René Holten Poulsen | Herrarnas K-2 500 m  | 1:30.348 | 5 QS      | 1:31.796  | 3 Q       | 1:30.569         | 5                |
| Kim Wraae Knudsen René Holten Poulsen | Herrarnas K-2 1000 m | 3:18.709 | 2 QF      | BYE       | BYE       | 3:13.580         | 2                |
| Henriette Engel Hansen                | Damernas K-1 500 m   | 1:52.773 | 5 QS      | 1:55.960  | 8         | Gick inte vidare | Gick inte vidare |

### Ridsport (5 st)

#### Dressyr
| Idrottare                                                      | Häst        | Gren                 | Grand Prix | Grand Prix | Grand Prix Special | Grand Prix Special | Grand Prix Fristil | Grand Prix Fristil | Totalt           | Totalt           |
| Idrottare                                                      | Häst        | Gren                 | Poäng      | Placering  | Poäng              | Placering          | Poäng              | Placering          | Poäng            | Placering        |
| -------------------------------------------------------------- | ----------- | -------------------- | ---------- | ---------- | ------------------ | ------------------ | ------------------ | ------------------ | ---------------- | ---------------- |
| Andreas Helgstrand                                             | Don Schufro | Individuell dressyr  | 68,833     | 14 Q       | 68,800             | 14 Q               | 72,550             | 10                 | 70,675           | 11               |
| Nathalie Zu Sayn-Wittgenstein                                  | Digby       | Individuell dressyr  | 70,417     | 8 Q        | 69,120             | 12 Q               | 69,100             | 15                 | 69,110           | 15               |
| Anne Van Olst                                                  | Clearwater  | Individuell dressyr  | 67,375     | 17 Q       | 65,320             | 22                 | Gick inte vidare   | Gick inte vidare   | Gick inte vidare | Gick inte vidare |
| Andreas Helgstrand Nathalie Zu Sayn-Wittgenstein Anne Van Olst | Se ovan     | Lagtävling i dressyr | 68,875     | 3          | i.u.               | i.u.               | i.u.               | i.u.               | 68,875           | 3                |

#### Fälttävlan
| Ryttare              | Häst       | Gren                   | Dressyr | Dressyr   | Terräng | Terräng | Terräng   | Hoppning    | Hoppning    | Hoppning    | Hoppning    | Hoppning    | Hoppning    | Totalt      | Totalt      |
| Ryttare              | Häst       | Gren                   | Dressyr | Dressyr   | Terräng | Terräng | Terräng   | Kval        | Kval        | Kval        | Final       | Final       | Final       | Totalt      | Totalt      |
| Ryttare              | Häst       | Gren                   | Straff  | Placering | Straff  | Totalt  | Placering | Straff      | Totalt      | Placering   | Straff      | Totalt      | Placering   | Straff      | Placering   |
| -------------------- | ---------- | ---------------------- | ------- | --------- | ------- | ------- | --------- | ----------- | ----------- | ----------- | ----------- | ----------- | ----------- | ----------- | ----------- |
| Peter Tersgov Flarup | Silver Ray | Individuell fälttävlan | 53,10   | 45        | 13,20   | 66,30   | 20        | Drog sig ur | Drog sig ur | Drog sig ur | Drog sig ur | Drog sig ur | Drog sig ur | Drog sig ur | Drog sig ur |

### Rodd (11 st)
Herrar
| Idrottare                                                        | Gren                    | Heat    | Heat      | Återkval | Återkval  | Semifinal | Semifinal | Final   | Final     | Final |
| Idrottare                                                        | Gren                    | Tid     | Placering | Tid      | Placering | Tid       | Placering | Tid     | Placering |       |
| ---------------------------------------------------------------- | ----------------------- | ------- | --------- | -------- | --------- | --------- | --------- | ------- | --------- | ----- |
| Thomas Morsing Larsen Morten Ølgaard                             | Tvåa utan styrman       | 7:17,43 | 5 R       | 6:38,33  | 3 SA/B    | 6:48,65   | 6 FB      | 6:55,37 | 10        |       |
| Rasmus Quist Mads Reinholdt Rasmussen                            | Lättvikts-dubbelsculler | 6:14,84 | 1 SA/B    | BYE      | BYE       | 6:26,49   | 2 FA      | 6:12,45 | 3         |       |
| Mads Kruse Andersen Eskild Ebbesen Thomas Ebert Morten Jørgensen | Fyra utan styrman       | 5:50,12 | 1 SA/B    | BYE      | BYE       | 6:05,75   | 1 FA      | 5:47,76 | 1         |       |

Damer
| Idrottare                              | Gren                    | Heat    | Heat      | Återkval | Återkval  | Semifinal | Semifinal | Final   | Final     | Final |
| Idrottare                              | Gren                    | Tid     | Placering | Tid      | Placering | Tid       | Placering | Tid     | Placering |       |
| -------------------------------------- | ----------------------- | ------- | --------- | -------- | --------- | --------- | --------- | ------- | --------- | ----- |
| Katrin Olsen Juliane Elander Rasmussen | Lättvikts-dubbelsculler | 6:58,63 | 2 SA/B    | BYE      | BYE       | 7:06,31   | 4 FB      | 7:06,94 | 7         |       |

### Segling (6 st)
Herrar
| Seglare              | Gren  | Lopp | Lopp | Lopp | Lopp | Lopp | Lopp | Lopp | Lopp | Lopp | Lopp | Lopp | Summerad poäng | Finalplacering |
| Seglare              | Gren  | 1    | 2    | 3    | 4    | 5    | 6    | 7    | 8    | 9    | 10   | M*   | Summerad poäng | Finalplacering |
| -------------------- | ----- | ---- | ---- | ---- | ---- | ---- | ---- | ---- | ---- | ---- | ---- | ---- | -------------- | -------------- |
| Jonas Kældsø Poulsen | RS:X  | 28   | 26   | 30   | 29   | 35   | 4    | 14   | 13   | 34   | 23   | EL   | 201            | 24             |
| Anders Nyholm        | Laser | 18   | 26   | 19   | 15   | 19   | BFD  | 27   | 28   | 13   | CAN  | EL   | 165            | 23             |

M = Medaljlopp; EL = Eliminerad – gick inte vidare till medaljloppet;
Damer
| Seglare        | Gren | Lopp | Lopp | Lopp | Lopp | Lopp | Lopp | Lopp | Lopp | Lopp | Lopp | Lopp | Summerad poäng | Finalplacering |
| Seglare        | Gren | 1    | 2    | 3    | 4    | 5    | 6    | 7    | 8    | 9    | 10   | M*   | Summerad poäng | Finalplacering |
| -------------- | ---- | ---- | ---- | ---- | ---- | ---- | ---- | ---- | ---- | ---- | ---- | ---- | -------------- | -------------- |
| Bettina Honoré | RS:X | 21   | 18   | 21   | 18   | 20   | 9    | 14   | 15   | 22   | 6    | EL   | 142            | 19             |

M = Medaljlopp; EL = Eliminerad – gick inte vidare till medaljloppet;
Öppen
| Seglare                       | Gren      | Lopp | Lopp | Lopp | Lopp | Lopp | Lopp | Lopp | Lopp | Lopp | Lopp | Lopp | Lopp | Lopp | Lopp | Lopp | Lopp | Summerad poäng | Finalplacering |
| Seglare                       | Gren      | 1    | 2    | 3    | 4    | 5    | 6    | 7    | 8    | 9    | 10   | 11   | 12   | 13   | 14   | 15   | M*   | Summerad poäng | Finalplacering |
| ----------------------------- | --------- | ---- | ---- | ---- | ---- | ---- | ---- | ---- | ---- | ---- | ---- | ---- | ---- | ---- | ---- | ---- | ---- | -------------- | -------------- |
| Jonas Høgh-Christensen        | Finnjolle | 16   | 6    | 12   | 16   | 25   | 4    | 5    | 7    | CAN  | CAN  | i.u. | i.u. | i.u. | i.u. | i.u. | 4    | 70             | 6              |
| Martin Kirketerp Jonas Warrer | 49er      | 2    | 4    | 10   | 4    | 2    | 3    | 4    | 2    | 9    | 2    | 7    | 8    | CAN  | CAN  | CAN  | 14   | 61             | 1              |

M = Medaljlopp; EL = Eliminerad – gick inte vidare till medaljloppet;

### Simning (9 st)
- Jakob Schiøtt Andkjær, 50 m fritt & 100 m fritt, herrar.
- Chris Christensen, 200 m bröst, herrar.
- Lotte Friis, 400 m fritt & 800 m fritt, damer.
- Mads Glæsner, 1500 m fritt, herrar.
- Julie Hjorth-Hansen, 200 m fritt, 200 m bröst, 200 m medley & 400 m medley, damer.
- Louise Mai Jansen
- Micha Østergaard
- Jeanette Ottesen, 50 m fritt, 100 m fritt & 100m fjäril, damer.
- Jon Rud, 400 m fritt, herrar.

### Skytte (1 st)
- Anders Christian Golding, trap, herrar.

### Tennis (1 st)
| Spelare            | Gren      | Omgång 1              | Omgång 2                    | Åttondelsfinaler                 | Kvartsfinaler     | Semifinaler       | Final / BM        | Final / BM       |
| Spelare            | Gren      | Motståndare Poäng     | Motståndare Poäng           | Motståndare Poäng                | Motståndare Poäng | Motståndare Poäng | Motståndare Poäng | Placering        |
| ------------------ | --------- | --------------------- | --------------------------- | -------------------------------- | ----------------- | ----------------- | ----------------- | ---------------- |
| Caroline Wozniacki | Damsingel | Sfar (TUN) W 6–4, 6–1 | Hantuchová (SVK) W 6–1, 6–3 | Dementieva (RUS) L 6–7(3–7), 2–6 | Gick inte vidare  | Gick inte vidare  | Gick inte vidare  | Gick inte vidare |

### Triathlon (1 st)
| Namn           | Gren   | Final   | Final | Final   | Final | Final   | Final       | Plac. |
| Namn           | Gren   | Simning | T1    | Cykling | T2    | Löpning | Tillsammans | Plac. |
| -------------- | ------ | ------- | ----- | ------- | ----- | ------- | ----------- | ----- |
| Rasmus Henning | Herrar | 18:18   | 0:26  | 58:57   | 0:28  | 31:48   | 1:49:57.47  | 8     |

- T1 är övergången simning ⇒ cykling.
- T2 är övergången cykling ⇒ löpning.